# 野村健三
野村 健三（のむら けんぞう、1899年（明治32年）10月31日 - 1948年（昭和23年）6月19日）は、大日本帝国陸軍軍人。最終階級は陸軍少将。

## 経歴
広島県出身。1921年（大正10年）7月、陸軍士官学校第33期卒業。陸軍砲工学校第30期を優等で卒業。東京帝国大学応用化学科卒業。
陸軍省整備局資源課高級課員、兵器局器材課高級課員、野戦兵器長官部員、兵器局器材課長を経て、1941年（昭和16年）8月、陸軍大佐に進む。1942年（昭和17年）10月、陸軍兵器行政本部総務部第3課長に転じ、1945年（昭和20年）6月に陸軍少将に進んだのち、翌7月に同本部技術部長に補され終戦を迎えた。
1947年（昭和22年）11月28日、公職追放仮指定を受けた。